# Star Wars Rebels

Das Logo von Star-Wars

Star Wars Rebels ist eine US-amerikanische Computeranimationsserie, die im fiktiven Star-Wars-Universum von George Lucas spielt. Sie ist die Nachfolgeserie von Star Wars: The Clone Wars. Die Premiere in den Vereinigten Staaten fand am 3. Oktober 2014 beim Disney Channel statt. Seit dem 13. Oktober 2014 übernimmt der Schwestersender Disney XD die Erstausstrahlung. Die deutsche Erstausstrahlung erfolgte am selben Tag auf dem deutschen Disney XD. Zur Serie erschienen auch viele Comics und Romane, die weitere Geschichten im Rebels-Universum erzählen. Die vier Staffeln umfassen 76 Folgen, die von 2014 bis 2018 erstausgestrahlt wurden.
Mit der Serie Ahsoka erschien im August 2023 eine direkte Fortsetzung von Rebels, die an die Ereignisse der vierten Staffel anknüpft, und die offenen Handlungsstränge weiter erzählt und fortsetzt.

## Handlung
Die Serie erzählt die Geschichte des Waisenjungen Ezra Bridger, der sich einer Gruppe von gesetzlosen Freiheitskämpfern anschließt und von ihrem Anführer Kanan Jarrus, einem im Verborgenen lebenden Jedi, in der Anwendung der Macht unterrichtet wird. Die Ereignisse der Serie finden zeitlich 14 Jahre nach Star Wars: Episode III – Die Rache der Sith und fünf Jahre vor Rogue One: A Star Wars Story (2016) und Krieg der Sterne (1977) statt.
Wiederkehrende Handlungselemente sind die folgende Jedi-Ausbildung von Ezra, Sabotage-Operationen gegen das Imperium so wie die Verfolgung überlebender Jedi durch als Inquisitoren bekannte Handlanger Darth Vaders und andere Agenten des Imperiums.

### Staffel 1
Nach mehreren Überfällen einer Gruppe Unbekannter auf imperialen Besitzungen schließt sich der Waisenjunge Ezra Bridger diesen an und lernt jene besser kennen. Die Gruppe besteht aus der Pilotin Hera Syndulla, dem brachialen Kämpfer Zeb Orrelius, dem Droiden Chopper, der Mandalorianerin Sabine Wren sowie dem versteckt lebenden Jedi Kanan Jarrus; als Unterschlupf dient Heras Schiff, die Ghost.
Gemeinsam mit diesen versucht Ezra dem Imperium auf Lothal Widerstand zu leisten, was sie mit Agent Kallus sowie dem Großinquisitor in Kontakt bringt. Letzterer soll im Auftrag von Darth Vader die letzten Jedi zur Strecke bringen. 
Als das Imperium weitere Rückschläge erleidet, bekommen die lokalen Streitkräfte Besuch von Gouverneur Wilhuff Tarkin, welcher nun die Führung übernimmt und Jarrus verhaften lässt. Zwischenzeitlich misstrauen Sabine, Zeb und Ezra Hera, da diese insgeheim immer wieder mit einer mysteriösen Person namens Fulcrum spricht.
Auf Tarkins Sternenzerstörer über Mustafar kommt es zur Konfrontation zwischen Kanan und Ezra sowie dem Großinquisitor, während die anderen den Zerstörer sabotieren. Nachdem Ezra beim Duell vom Steg stürzt, intensiviert sich der Kampf, an deren Ende Kanan den Großinquisitor entwaffnet. Dieser sieht seinem Schicksal jedoch ins Auge und begeht Suizid, indem er sich in den explodierenden Reaktor fallen lässt.
Durch weitere auftauchende Schiffe anderer Rebellen, unter anderem mit Unterstützung von Senator Bail Organa, gelingt der Crew der Ghost die Flucht und ihnen gegenüber entpuppt sich Fulcrum als Ahsoka Tano, der ehemaligen Schülerin von Anakin Skywalker (Darth Vader). Derweil kündigt Tarkin gegenüber Kallus an, dass der Imperator sich etwas besonderes für Lothal ausgedacht habe und präsentiert Darth Vader.

### Staffel 2
Mittlerweile ist Ahsoka Tano fester Bestandteil der Crew der Ghost, die nun der Phönix-Staffel unter der Führung von Commander Jun Sato zugehörig ist und für jene Aufträge erledigt. 
Darth Vader wiederum ordnet an, Lothal auszuquetschen und erfährt bei einem Angriff auf das Flaggschiff der Phönix-Staffel, dass seine einstige Schülerin Ahsoka am Leben ist. Aus diesem Grund entsendet er den Fünften Bruder sowie die Siebte Schwester, zwei weitere Inquisitoren, die nun Jagd auf die Rebellen machen, insbesondere Kanan, Ezra und Vaders ehemalige Schülerin. Jene können als Verstärkung den Klonkriegs-Veteran Captain Rex gewinnen, welcher sich seit dem Ende des Krieges mit Commander Wolffe und Captain Gregor im Exil versteckt hielt.
Nachdem die Gruppe nur knapp ein paar machtsensitive Kinder vor den Inquisitoren retten können, trifft Ezra später auf Hondo Ohnaka, mit welchem er eine kurze Allianz eingeht; zudem trifft Sabine auf ihre ehemalige Weggefährtin Ketsu Onyo. Auf dem Planeten Atollon finden die Rebellen schließlich einen geeigneten Ort für ihre neue Basis.
Zum Ende der Staffel begeben sich Kanan, Ezra und Ahsoka auf den Planeten Malachor, einen einstigen uralten Ort der Sith. Dort untersuchen sie einen antiken Sith-Tempel, wo sie auf den Achten Bruder treffen. Dieser Inquisitor sollte einst Darth Maul verfolgen, doch die Spur verlor sich auf dem Planeten; allerdings wird er von den anderen Inquisitoren befreit und Ezra von seinen Begleitern getrennt. Im Untergrund trifft Ezra tatsächlich auf Maul, welcher ihm eine Allianz anbietet. Als jene wieder auf Kanan und Ahsoka treffen, ist zweitere Maul gegenüber misstrauisch, doch dieser tötet sowohl die Siebte Schwester als auch den Fünften Bruder; der Achte Bruder versucht zu fliehen, stürzt jedoch aufgrund seines beschädigten Lichtschwerts in die Tiefe und stirbt.
Anschließend greift Maul Kanan an und lässt diesen erblinden. Er entkommt mit einem Raumschiff der Inquisitoren, während nun Darth Vader eintrifft und Ahsoka Tano konfrontiert. Nachdem der Tempel zu instabil wird und einstürzt, können Ezra und Kanan nur knapp flüchten. Vader wiederum schleppt sich nach einem Kampf gegen seine ehemalige Schülerin verletzt aus den Trümmern, Ahsokas Schicksal jedoch bleibt offen.

### Staffel 3
Einige Zeit nach den Ereignissen auf Malachor retten Ezra und Teile der Crew Hondo aus einem Gefängnis, wobei erster auch auf Kräfte der Dunklen Seite der Macht zugreift. Inmitten der Flucht geht zudem die Phantom, das zusätzliche Shuttle der Crew, verloren.
Um die Aktivitäten der Rebellen in den Griff zu bekommen, fordert derweil Lothals Gouverneurin Arihnda Pryce bei Tarkin spezielle Unterstützung in Form der Siebenten Flotte sowie des Großadmirals Thrawn an. Bei Kallus und dem untergeordneten Admiral Kassius Konstantine regt sich dadurch Skepis, Ersterer wird im Verlauf zum Überläufer und gibt unter Ahsokas ehemaligem Alias Informationen an die Rebellen weiter. Thrawn versucht parallel, die Basis der Rebellen ausfindig zu machen, und ist dabei zunehmend erfolgreich.
Die Rebellion gewinnt unterdessen an Stärke und kann neben neuen Schiffen weiteres Personal gewinnen, darunter den ehemaligen imperialen Piloten Wedge Antilles, den General Jan Dodonna sowie die Senatorin Mon Mothma, die sich öffentlich gegen Palpatine ausspricht und fortan gesucht wird. Über dem Planeten Dantooine kommt es zu einer ersten Versammlung der unterschiedlichen Rebellenzellen.
Sabine und Ezra werden zeitweise jeweils mit eigenen Problemen konfrontiert. Mit dem Tod des mandalorianischen Anführers Gar Saxon sowie dem Tod Mauls durch Obi-Wan Kenobi enden diese Schwierigkeiten vorerst. Sabine verbleibt dabei bei ihrer Familie, um sie beim Kampf gegen Clan Saxon zu unterstützen, der dem Imperium treu ist.
Durch einen Fehler seitens Kallus gelingt es Thrawn, die Basis auf Atollon aufzuspüren, und er beginnt seinen Angriff, Ersteren lässt er dabei in Gewahrsam nehmen. Durch das taktische Genie des Großadmiral steuern die Rebellen mehr und mehr auf eine sichere Niederlage zu, erst die Fehleinschätzung Konstantines und das Opfer Satos ermöglicht es Ezra, aus dem System zu fliehen. Mit Unterstützung von Clan Wren können Ezra und Sabine den Überlebenden die Flucht ermöglichen; auf dem Weg retten sie zudem Kallus, der nun offiziell der Rebellion beitritt, Thrawn hingegen muss seine erste große Niederlage hinnehmen.

### Staffel 4
Zu Beginn der Staffel unterstützen Sabine, Ezra, Kanan und Chopper Clan Wren auf Mandalore im Kampf gegen Clan Saxon und deren neue Superwaffe. Mithilfe von Bo-Katan Kryze, der früheren Regentin des Planeten, gelingt die Befreiung der Welt und der Großteil der feindlichen Mandalorianer kommt dabei um. Zur Wiedervereinigung der Clans überreicht Sabine Bo-Katan das Dunkelschwert, welches sie einst aus dem Besitz von Maul stahl.
Thrawn unterdessen treibt sein TIE-Abfangjäger-Projekt voran, ein stark verbesserter TIE-Jäger mit Schilden, der den Schiffen der Rebellen weit überlegen ist. Zu diesem Zweck bedient sich der Großadmiral der Ressourcen Lothals, wodurch die Welt stark leidet; auch die imperiale Präsenz vor Ort wächst. Außerdem stellt er Pryce seinen persönlichen Leibwächter, den Noghri Rukh, zur Seite.
Von diesen Nachrichten beunruhigt, kehrt die Crew der Ghost, die bisher die meiste Zeit auf dem neuen Stützpunkt der Allianz auf Yavin IV residieren, trotz Skepsis von Mon Mothma nach Lothal zurück. Über Schmuggler kommen sie auf dem Planeten an, da Thrawn inzwischen eine Blockade über dem Planeten errichtet hat. Mit imperialen Daten kehrt Hera über Umwege nach Yavin IV zurück und erhält grünes Licht für einen Luftangriff. Mit einem angeforderten Geschwader der Allianz kann sie die Blockade unter schweren Verlusten erneut durchfliegen, stürzt jedoch in der Stadt ab und wird von Rukh gefasst. 
Da Thrawns Abfangjäger-Projekt aufgrund des Projekts Kleiner Stern von Direktor Orson Krennic zu kippen droht, reist Thrawn kurzerhand nach Coruscant und überträgt das Verhör Heras an Pryce. Kanan, Ezra und Sabine gelingt es, Hera zu befreien, doch als Prcye den Beschuss nahegelegener Treibstofftanks befiehlt, opfert sich Ersterer und ermöglicht die Flucht.
Viel Zeit zu trauern bleibt den Rebellen allerdings nicht, denn Palpatine persönlich befiehlt den lokalen Kräften, den Jedi-Tempel zu untersuchen. Ezra gelangt dabei in die Welt zwischen den Welten; einen Ort jenseits von Raum und Zeit, der Einblicke in die Zukunft wie die Vergangenheit gewährt. Der junge Jedi rettet dabei Ahsoka, indem er sie aus ihrem Duell mit Darth Vader durch ein Portal zieht. Als Palpatine ebenfalls den Ort zu erreichen versucht, trennen sich ihre Wege und Ahsoka verspricht Ezra, ihn zu suchen.
Mit der kurze Zeit später erfolgten Gefangennahme von Pryce versucht die Crew samt einigen Verbündeten, Thrawn zu stoppen. Ihr Versuch, das imperiale Personal in der Kuppel der Hauptstadt einzusperren, ist zunächst erfolgreich, doch Thrawn nutzt diese Gelegenheit zum Bombardement der Hauptstadt. Ezra gibt schließlich nach und lässt sich auf das Schiff des Großadmirals, den Sternenzerstörer Chimaera, bringen, wo er zum per Hologramm zugeschalteten Palpatine gebracht wird. Ezra widersteht dessen Versuchung ultimativ und flüchtet auf die Brücke zu Thrawn. Beide erleben, wie plötzlich unzählige Purrgils, außerirdische Weltraumwale, die imperialen Schiffe angreifen und schlussendlich auch die Chimaera in den Hyperraum ziehen.
Dadurch gelingt es den verbliebenen Rebellen, die übrigen imperialen Kräfte zu vertreiben; die Kuppel wird zudem gesprengt, Pryce und Rukh kommen beide um. Danach gehen die Mitglieder der Crew eigene Wege: Sabine bleibt auf Lothal, Zeb und Kallus besuchen die Überbleibsel der Lasats auf der Welt Lira San, und Rex kämpft wie Hera in der Schlacht von Endor. Letzte zieht zudem ihren und Kanans Sohn Jacen Syndulla groß. Ein Zeitsprung nach vorne zeigt Ahsokas Rückkehr nach Lothal, die sich nun mit Sabine auf die Suche nach Ezra begibt.

## Chronologie
Zeitleiste der Filme und Serien im Star-Wars-Universum
| Die dunkle Bedrohung |                                   |                   |                                    |                   |                                   |                   |                         | I             |                                |               |                          |               |                          |                          |                          |                          |                          |                          |                          |                         |                         |                         |                         |                         |                         |                         |                         |                   |                   |                   |                         |                         |                         |                         |
| Angriff der Klonkrieger |                                   |                   |                                    |                   |                                   |                   |                         |               |                                | II            |                          |               |                          |                          |                          |                          |                          |                          |                          |                         |                         |                         |                         |                         |                         |                         |                         |                   |                   |                   |                         |                         |                         |                         |
| Die Rache der Sith |                                   |                   |                                    |                   |                                   |                   |                         |               |                                |               |                          | III           |                          |                          |                          |                          |                          |                          |                          |                         |                         |                         |                         |                         |                         |                         |                         |                   |                   |                   |                         |                         |                         |                         |
| Krieg der Sterne |                                   |                   |                                    |                   |                                   |                   |                         |               |                                |               |                          |               |                          |                          |                          |                          |                          |                          |                          |                         |                         | IV                      | IV                      |                         |                         |                         |                         |                   |                   |                   |                         |                         |                         |                         |
| Das Imperium schlägt zurück |                                   |                   |                                    |                   |                                   |                   |                         |               |                                |               |                          |               |                          |                          |                          |                          |                          |                          |                          |                         |                         |                         |                         |                         | V                       |                         |                         |                   |                   |                   |                         |                         |                         |                         |
| Die Rückkehr der Jedi-Ritter |                                   |                   |                                    |                   |                                   |                   |                         |               |                                |               |                          |               |                          |                          |                          |                          |                          |                          |                          |                         |                         |                         |                         |                         |                         | VI                      |                         |                   |                   |                   |                         |                         |                         |                         |
| Das Erwachen der Macht |                                   |                   |                                    |                   |                                   |                   |                         |               |                                |               |                          |               |                          |                          |                          |                          |                          |                          |                          |                         |                         |                         |                         |                         |                         |                         |                         |                   |                   |                   |                         | VII                     |                         |                         |
| Die letzten Jedi |                                   |                   |                                    |                   |                                   |                   |                         |               |                                |               |                          |               |                          |                          |                          |                          |                          |                          |                          |                         |                         |                         |                         |                         |                         |                         |                         |                   |                   |                   |                         |                         | VIII                    |                         |
| Der Aufstieg Skywalkers |                                   |                   |                                    |                   |                                   |                   |                         |               |                                |               |                          |               |                          |                          |                          |                          |                          |                          |                          |                         |                         |                         |                         |                         |                         |                         |                         |                   |                   |                   |                         |                         |                         | IX                      |
| Rogue One |                                   |                   |                                    |                   |                                   |                   |                         |               |                                |               |                          |               |                          |                          | a)                       |                          |                          |                          |                          |                         | R1                      |                         |                         |                         |                         |                         |                         |                   |                   |                   |                         |                         |                         |                         |
| Solo |                                   |                   |                                    |                   |                                   |                   |                         |               |                                |               |                          |               |                          |                          | a)                       |                          | S                        |                          |                          |                         |                         |                         |                         |                         |                         |                         |                         |                   |                   |                   |                         |                         |                         |                         |
| Die Abenteuer der jungen Jedi | YJA                               |                   |                                    |                   |                                   |                   |                         |               |                                |               |                          |               |                          |                          |                          |                          |                          |                          |                          |                         |                         |                         |                         |                         |                         |                         |                         |                   |                   |                   |                         |                         |                         |                         |
| The Clone Wars (+ Kinofilm) |                                   |                   |                                    |                   |                                   |                   |                         |               |                                | TCW           | TCW                      | TCW           |                          |                          |                          |                          |                          |                          |                          |                         |                         |                         |                         |                         |                         |                         |                         |                   |                   |                   |                         |                         |                         |                         |
| The Bad Batch |                                   |                   |                                    |                   |                                   |                   |                         |               |                                |               |                          | TBB           | TBB                      |                          |                          |                          |                          |                          |                          |                         |                         |                         |                         |                         |                         |                         |                         |                   |                   |                   |                         |                         |                         |                         |
| Rebels |                                   |                   |                                    |                   |                                   |                   |                         |               |                                |               |                          |               |                          |                          |                          |                          |                          |                          |                          | Rebels                  | Rebels                  |                         |                         |                         |                         |                         | b)                      |                   |                   |                   |                         |                         |                         |                         |
| Resistance |                                   |                   |                                    |                   |                                   |                   |                         |               |                                |               |                          |               |                          |                          |                          |                          |                          |                          |                          |                         |                         |                         |                         |                         |                         |                         |                         |                   |                   |                   | Resistance              | Resistance              | Resistance              | Resistance              |
| The Acolyte |                                   |                   | c)                                 |                   | TA                                |                   |                         |               |                                |               |                          |               |                          |                          |                          |                          |                          |                          |                          |                         |                         |                         |                         |                         |                         |                         |                         |                   |                   |                   |                         |                         |                         |                         |
| Obi-Wan-Kenobi |                                   |                   |                                    |                   |                                   |                   |                         |               |                                |               |                          |               |                          |                          |                          |                          |                          | K                        |                          |                         |                         |                         |                         |                         |                         |                         |                         |                   |                   |                   |                         |                         |                         |                         |
| Andor |                                   |                   |                                    |                   |                                   |                   |                         |               |                                |               |                          |               |                          |                          |                          |                          |                          |                          |                          | Andor                   | Andor                   |                         |                         |                         |                         |                         |                         |                   |                   |                   |                         |                         |                         |                         |
| The Mandalorian |                                   |                   |                                    |                   |                                   |                   |                         |               |                                |               |                          |               |                          |                          |                          |                          |                          |                          |                          |                         |                         |                         |                         |                         |                         |                         |                         |                   | M                 |                   |                         |                         |                         |                         |
| Das Buch von Boba Fett |                                   |                   |                                    |                   |                                   |                   |                         |               |                                |               |                          |               |                          |                          |                          |                          |                          |                          |                          |                         |                         |                         |                         |                         |                         | c)                      | c)                      |                   | BF                |                   |                         |                         |                         |                         |
| Ahsoka |                                   |                   |                                    |                   |                                   |                   |                         |               |                                |               |                          |               |                          |                          |                          |                          |                          |                          |                          |                         |                         |                         |                         |                         |                         |                         |                         |                   | A                 |                   |                         |                         |                         |                         |
| Skeleton Crew |                                   |                   |                                    |                   |                                   |                   |                         |               |                                |               |                          |               |                          |                          |                          |                          |                          |                          |                          |                         |                         |                         |                         |                         |                         |                         |                         |                   | SC                |                   |                         |                         |                         |                         |
| Ära | Die Hohe Republik                 | Die Hohe Republik | Die Hohe Republik                  | Die Hohe Republik | Die Hohe Republik                 | Die Hohe Republik | Fall der Jedi           | Fall der Jedi | Fall der Jedi                  | Fall der Jedi | Fall der Jedi            | Fall der Jedi | Herrschaft des Imperiums | Herrschaft des Imperiums | Herrschaft des Imperiums | Herrschaft des Imperiums | Herrschaft des Imperiums | Herrschaft des Imperiums | Herrschaft des Imperiums | Zeitalter der Rebellion | Zeitalter der Rebellion | Zeitalter der Rebellion | Zeitalter der Rebellion | Zeitalter der Rebellion | Zeitalter der Rebellion | Zeitalter der Rebellion | Zeitalter der Rebellion | Die Neue Republik | Die Neue Republik | Die Neue Republik | Aufstieg der 1. Ordnung | Aufstieg der 1. Ordnung | Aufstieg der 1. Ordnung | Aufstieg der 1. Ordnung |
| \| \| Prequel-Trilogie (Episoden I–III) \| \| Original-Trilogie (Episoden IV–VI) \| \| Sequel-Trilogie (Episoden VII–IX) \| \| A-Star-Wars-Story-Filme \| \| (kanonische) Animations-Serien \| \| (kanonische) Real-Serien \| |                                   |                   |                                    |                   |                                   |                   |                         |               |                                |               |                          |               |                          |                          |                          |                          |                          |                          |                          |                         |                         |                         |                         |                         |                         |                         |                         |                   |                   |                   |                         |                         |                         |                         |
| Die Folgen der Serien Die Mächte des Schicksals und Geschichten der Jedi spielen jeweils zu unterschiedlichen Zeitpunkten, sodass eine Auflistung in der Tabelle nicht sinnvoll möglich ist. Ebenfalls nicht aufgelistet sind Miniserien, Kurzgeschichten, Comics, Bücher und andere Begleitwerke des offiziellen Star-Wars-Kanons sowie der Themenpark Star Wars: Galaxy’s Edge (zwischen VIII und IX). Zur schematischen Einordnung der Handlungen wird die fiktive Zeitrechnung des Star-Wars-Universums verwendet. Diese unterscheidet zwischen den Jahren vor der Schlacht von Yavin (VSY) und nach der Schlacht von Yavin (NSY). Die Schlacht von Yavin IV bildet das Ende von Krieg der Sterne (1977), bei dem Luke Skywalker und die Rebellenallianz den ersten Todesstern zerstören. |                                   |                   |                                    |                   |                                   |                   |                         |               |                                |               |                          |               |                          |                          |                          |                          |                          |                          |                          |                         |                         |                         |                         |                         |                         |                         |                         |                   |                   |                   |                         |                         |                         |                         |
| a) Prolog, b) Epilog, c) Rückblenden |                                   |                   |                                    |                   |                                   |                   |                         |               |                                |               |                          |               |                          |                          |                          |                          |                          |                          |                          |                         |                         |                         |                         |                         |                         |                         |                         |                   |                   |                   |                         |                         |                         |                         |
| | Prequel-Trilogie (Episoden I–III) |                   | Original-Trilogie (Episoden IV–VI) |                   | Sequel-Trilogie (Episoden VII–IX) |                   | A-Star-Wars-Story-Filme |               | (kanonische) Animations-Serien |               | (kanonische) Real-Serien |               |                          |                          |                          |                          |                          |                          |                          |                         |                         |                         |                         |                         |                         |                         |                         |                   |                   |                   |                         |                         |                         |                         |

## Synchronisation
Die Serie wurde im Auftrag von Disney XD (Deutschland) ins Deutsche übersetzt. Magdalena Turba schrieb die Dialogbücher, Christian Press führte die Dialogregie. Für die deutsche Fassung wurden die Synchronsprecher der Filme, Serien und Hörspiele dazu verpflichtet, ihre Figuren auch in der Serie zu sprechen.

### Hauptfiguren
| Rollenname                           | Hauptrolle  | Nebenrolle | Originalsprecher      | Deutscher Sprecher |
| ------------------------------------ | ----------- | ---------- | --------------------- | ------------------ |
| Ezra Bridger                         | 1.01–4.16   |            | Taylor Gray           | Konrad Bösherz     |
| Kanan Jarrus / Caleb Dume            | 1.01–4.10   | 4.12–4.13  | Freddie Prinze junior | Dennis Schmidt-Foß |
| Hera Syndulla                        | 1.01–4.16   |            | Vanessa Marshall      | Tanya Kahana       |
| Sabine Wren                          | 1.01–4.16   |            | Tiya Sircar           | Nicole Hannak      |
| Garazeb „Zeb“ Orrelios               | 1.01–4.16   |            | Steve Blum            | Oliver Siebeck     |
| C1-10P / Chopper                     | 1.01–4.16   |            | Dave Filoni           | Dave Filoni        |
| Agent Alexsandr Kallus / Fulcrum II. | 1.01–4.16 1 |            | David Oyelowo         | Torsten Michaelis  |
| Captain Rex                          | 2.03–4.16 1 |            | Dee Bradley Baker     | Martin Keßler      |
| Großadmiral Thrawn                   | 3.01–4.16 1 |            | Lars Mikkelsen        | Thomas Nero Wolff  |

### Nebenfiguren
| Rollenname                     | Auftritte                                                                                                  | Originalsprecher                  | Deutscher Sprecher                                              |
| Imperium                       | Imperium                                                                                                   | Imperium                          | Imperium                                                        |
| ------------------------------ | --- | --------------------------------- | --------------------------------------------------------------- |
| Großinquisitor / Tempelwache   | 1.01–1.02, 1.05–1.06, 1.08–1.10, 1.13–1.15, 2.18                                                           | Jason Isaacs                      | Hans-Jürgen Dittberner                                          |
| Darth Vader / Anakin Skywalker | 1.01, 1.15–2.02, 2.18, 2.22, 4.13                                                                          | James Earl Jones (als Vader)      | Reiner Schöne                                                   |
| Darth Vader / Anakin Skywalker | 2.18, 2.22                                                                                                 | Matt Lanter (als Anakin)          | Wanja Gerick                                                    |
| Proviantmeister Yogar Lyste    | 1.01–1.02, 1.04, 2.12, 3.10, 3.17                                                                          | Liam O’Brien                      | Hans Hohlbein                                                   |
| Kommandant Cumberlayne Aresko  | 1.01–1.02, 1.06, 1.08, 1.13                                                                                | David Shaughnessy                 | Gerrit Schmidt-Foß                                              |
| Taskmaster Miles Grint         | 1.01–1.02, 1.06, 1.08, 1.13                                                                                | David Shaughnessy                 | Torsten Münchow                                                 |
| Maketh Tua                     | 1.03, 1.06, 1.08, 1.12–1.13, 2.01                                                                          | Kath Soucie                       | Dana Friedrich                                                  |
| Baron Valen Rudor              | 1.04, 1.08, 4.05                                                                                           | Greg Ellis                        | Michael Deffert                                                 |
| Admiral Kassius Konstantine    | 1.09, 1.11, 2.01–2.05, 2.11, 2.14, 2.17, 2.19, 3.01–3.02, 3.06, 3.08, 3.10, 3.17–3.18, 3.21                | Dee Bradley Baker                 | Johannes Berenz                                                 |
| Großmoff Wilhuff Tarkin        | 1.13–1.15, 3.01, 3.21, 4.10                                                                                | Stephen Stanton                   | Detlef Gieß                                                     |
| Imperator Palpatine            | 2.02 | Sam Witwer                        | Friedhelm Ptok                                                  |
| Imperator Palpatine            | 2.02, 4.12–4.13, 4.15–4.16                                                                                 | Ian McDiarmid                     | Friedhelm Ptok                                                  |
| Fünfter Bruder                 | 2.04–2.05, 2.10–2.11, 2.18, 2.21–2.22                                                                      | Philip Anthony-Rodriguez          | Matti Klemm                                                     |
| Siebte Schwester               | 2.05, 2.10–2.11, 2.18, 2.21–2.22                                                                           | Sarah Michelle Gellar             | Antje von der Ahe                                               |
| Admiral Brom Titus             | 2.19, 3.01–3.02, 3.17, 4.03                                                                                | Derek Partridge                   | Gerald Schaale                                                  |
| Gouverneurin Arihnda Pryce     | 3.01–3.02, 3.04, 3.06, 3.10, 3.17–3.18, 3.21–3.22, 4.06–4.07, 4.09–4.11, 4.14–4.16                         | Mary Elizabeth McGlynn            | Andrea Aust                                                     |
| ISB-Colonel Wullf Yularen      | 3.17 | Tom Kane                          | Erich Räuker                                                    |
| Rukh                           | 4.07, 4.09–4.11, 4.14–4.16                                                                                 | Warwick Davis                     | Frank Kirschgens                                                |
| Hochwürden Veris Hydan         | 4.12–4.13                                                                                                  | Malcolm McDowell                  | Lutz Mackensy                                                   |
| Captain Gilad Pellaeon         | 4.15–4.16 (Stimme)                                                                                         | Jim Cummings                      | Armin Schlagwein                                                |
| Rebellen-Allianz               | |                                   |                                                                 |
| Senator Bail Organa            | 1.03, 1.15, 3.12, 3.18, 4.03, 4.08                                                                         | Phil LaMarr                       | Tom Vogt                                                        |
| C-3PO                          | 1.03 | Anthony Daniels                   | Wolfgang Ziffer                                                 |
| Morad Sumar                    | 1.04, 3.10                                                                                                 | Liam O’Brien                      | Florian „LeFloid“ Mundt (Staffel 1) Frank Ciazynski (Staffel 3) |
| Zare Leonis                    | 1.06, 1.12                                                                                                 | Bryton James                      | Nick Forsberg                                                   |
| Jai Kell                       | 1.06, 4.05–4.11, 4.14                                                                                      | Dante Basco                       | Christian Zeiger                                                |
| Fulcrum / Ahsoka Tano          | 1.07, 1.09, 1.14–2.04, 2.10, 2.18, 2.20–2.22, 4.12–4.13, 4.16                                              | Ashley Eckstein                   | Josephine Schmidt                                               |
| Commander Jun Sato             | 2.01–2.03, 2.06–2.07, 2.09, 2.11, 2.13, 2.16, 2.19–3.02, 3.04, 3.07–3.08, 3.10, 3.12–3.13, 3.18, 3.20–3.21 | Keone Young                       | Robin Kahnmeyer                                                 |
| Ryder Azadi                    | 2.11–2.12, 3.10, 3.18, 3.21–3.22, 4.05–4.11, 4.14–4.16                                                     | Clancy Brown                      | Jan Spitzer                                                     |
| Prinzessin Leia Organa         | 2.12 | Julie Dolan                       | Magdalena Turba                                                 |
| Chava                          | 2.14, 4.16                                                                                                 | Grey Griffin                      | Marianne Groß                                                   |
| Cham Syndulla                  | 2.16, 3.15                                                                                                 | Robin Atkin Downes                | Björn Schalla                                                   |
| Numa                           | 2.16, 3.15                                                                                                 | Catherine Taber                   | Nadine Zaddam                                                   |
| AP-5                           | 2.19–2.22, 3.09, 3.11, 3.14, 3.17–3.19, 3.21–3.22, 4.08                                                    | Stephen Stanton                   | Jaron Löwenberg                                                 |
| Wedge Antilles                 | 3.04, 3.14, 3.19, 3.21–3.22, 4.03                                                                          | Nathan Kress                      | Ozan Ünal                                                       |
| Mart Mattin                    | 3.08, 4.09–4.11, 4.14–4.16                                                                                 | Zachary Gordon                    | Patrick Keller                                                  |
| Saw Gerrera                    | 3.12–3.13, 4.03–4.04                                                                                       | Forest Whitaker                   | Tobias Meister                                                  |
| General Jan Dodonna            | 3.18, 3.21–3.22, 4.03, 4.08                                                                                | Michael Bell                      | Jürgen Kluckert                                                 |
| Senatorin Mon Mothma           | 3.18, 3.21, 4.03, 4.05, 4.07–4.08                                                                          | Genevieve O’Reilly                | Alexandra Lange                                                 |
| Verbrecher und Schurken        | |                                   |                                                                 |
| Cikatro Vizago                 | 1.01–1.02, 1.14, 2.06, 4.05, 4.08, 4.14–4.16                                                               | Keith Szarabajka                  | Frank Röth                                                      |
| Lando Calrissian               | 1.11, 2.02                                                                                                 | Billy Dee Williams                | Frank Glaubrecht                                                |
| Hondo Ohnaka                   | 2.06, 2.14, 3.01–3.02, 3.09, 4.14–4.16                                                                     | Jim Cummings                      | Gerald Paradies (Staffel 2) Tobias Lelle (Staffel 3–4)          |
| Ketsu Onyo                     | 2.08, 2.19, 4.14–4.16                                                                                      | Gina Torres                       | Aline Staskowiak                                                |
| Darth Maul                     | 2.21–2.22, 3.03, 3.11, 3.20                                                                                | Sam Witwer                        | Tobias Meister                                                  |
| Mandalorianer                  | |                                   |                                                                 |
| Fenn Rau                       | 2.13, 3.07, 3.15–3.16, 3.22–4.02                                                                           | Kevin McKidd                      | Jan-David Rönfeldt                                              |
| Gar Saxon                      | 3.07, 3.16                                                                                                 | Ray Stevenson                     | Dirc Simpson                                                    |
| Tristan Wren                   | 3.16, 3.22–4.02                                                                                            | Ritesh Rajan                      | Nico Sablik                                                     |
| Ursa Wren                      | 3.16, 3.22–4.02                                                                                            | Sharmila Devar                    | Daniela Thuar                                                   |
| Bo-Katan Kryze                 | 4.01–4.02                                                                                                  | Katee Sackhoff                    | Heide Domanowski                                                |
| Alrich Wren                    | 4.01–4.02                                                                                                  | Cary-Hiroyuki Tagawa              | Matthias Klages                                                 |
| Tiber Saxon                    | 4.01–4.02                                                                                                  | Tobias Menzies                    | Marco Kröger                                                    |
| Andere Figuren                 | |                                   |                                                                 |
| Obi-Wan „Ben“ Kenobi           | 1.02, 3.20                                                                                                 | James Arnold Taylor               | Philipp Moog                                                    |
| Obi-Wan „Ben“ Kenobi           | 3.20 | Stephen Stanton (als „alter Ben“) | Christian Rode                                                  |
| Yoda                           | 1.10 (Stimme), 2.18                                                                                        | Frank Oz                          | Tobias Meister                                                  |
| Bendu                          | 3.01–3.03, 3.11, 3.15, 3.21–3.22                                                                           | Tom Baker                         | Elmar Gutmann                                                   |
| Die Tochter                    | 4.12 (Stimme)                                                                                              | Adrienne Wilkinson                | Vera Teltz                                                      |

## DVD- und Blu-ray-Veröffentlichung
| Originaltitel         | Deutscher Titel              | US-Veröffentlichung | Deutsche Veröffentlichung | Art           | Anzahl der Folgen                                                     |
| --------------------- | ---------------------------- | ------------------- | ------------------------- | ------------- | --------------------------------------------------------------------- |
| Spark of Rebellion    | Der Funke einer Rebellion    | 14. Oktober 2014    | 20. November 2014         | DVD           | 3 (Kurzfolgen & Fernsehfilm Der Funke einer Rebellion der 1. Staffel) |
| Complete Season One   | Die komplette erste Staffel  | 1. September 2015   | 10. September 2015        | DVD & Blu-ray | 16 (Kurzfolgen + 15 Episoden; Fernsehfilm nun im Extended Cut)        |
| Complete Season Two   | Die komplette zweite Staffel | 30. August 2016     | 24. November 2016         | DVD & Blu-ray | 22                                                                    |
| Complete Season Three | Die komplette dritte Staffel | 29. August 2017     | 5. Oktober 2017           | DVD & Blu-ray | 22                                                                    |
| Complete Season Four  | Die komplette vierte Staffel | 31. Juli 2018       | 15. November 2018         | DVD & Blu-ray | 16                                                                    |

## Hörspielserie
Die Geschichten der Fernsehserie erschienen auch als Hörspiele beim Label Kiddinx. Es wurde der Original-Sound der Serie verwendet, nur ein Erzähler wurde zusätzlich eingefügt. Bis jetzt sind zehn Folgen erschienen (inklusive der Pilotfolge). Auf den CDs 1–10 wurden jeweils zwei Geschichten mit einer Dauer von etwa 30 Minuten veröffentlicht.

## Comic
Von 2015 bis 2018 erschien im Panini Verlag im monatlichen Rhythmus das Star Wars: Rebels Magazin. Teil des 36-seitigen Magazins ist eine Comic-Episodenserie. Autor der Geschichten ist Martin Fisher, als Zeichner wechseln sich Ingo Römling und Bob Molesworth ab.

## Romane
2014 erhielt die Serie mit Ryder Windhams Ezra's Gamble (Deutsch: Ezras Spiel, ISBN 978-3-8332-2945-9) und John Jackson Millers A New Dawn (Deutsch: Eine neue Dämmerung, ISBN 978-3-7341-6072-1) zwei Romane, deren Handlungen sich auf Figuren der Serie konzentrieren und deren Vorgeschichte beleuchten. Außerdem gibt es eine Buchreihe über die Diener des Imperiums. 2017 und 2018 wurden zwei weitere Bücher veröffentlicht. Ahsoka erzählt, was diese zwischen The Clone Wars und Rebels erlebt, Thrawn die Vorgeschichte der Figur.
- 2015: Jason Fry: STAR WARS Rebels: Diener des Imperiums I: Am Rande der Galaxis, Panini, ISBN 978-3-8332-3020-2
- 2015: Jason Fry: STAR WARS Rebels: Diener des Imperiums II – Rebell in der Truppe, Panini, ISBN 978-3-8332-3159-9
- 2015: Jason Fry: STAR WARS Rebels: Diener des Imperiums III: Imperiale Gerechtigkeit, Panini, ISBN 978-3-8332-3160-5
- 2016: Jason Fry: STAR WARS Rebels: Diener des Imperiums IV: Die geheime Akademie, Panini, ISBN 978-3-8332-3256-5
- 2017: E. K. Johnston: Ahsoka, Panini, ISBN 978-3-8332-3450-7
- 2018: Timothy Zahn: Thrawn, Blanvalet, ISBN 978-3734161384

## Wissenschaftliche Rezeption
Der Kommunikationswissenschaftsprofessor Derek R. Sweet vom Luther College in Decorah sieht in der Serie eine popkulturelle und transmediale Verarbeitung der so genannten Obama-Doktrin.

## Fortsetzungen
In der Fernsehepisode Kapitel 13: Die Jedi der Star-Wars-Serie The Mandalorian wird der Handlungsstrang von Ahsoka Tano nach der Schlacht von Endor weitergeführt. In der Serie Ahsoka wird an die Handlung der vierten Staffel Rebels angeknüpft und diese fortgeführt.